# Liste der Monuments historiques in Aulnois-en-Perthois
Die Liste der Monuments historiques in Aulnois-en-Perthois führt die Monuments historiques in der französischen Gemeinde Aulnois-en-Perthois auf.

## Liste der Objekte
| Bezeichnung                     | Beschreibung                                                                              | Standort                       | Kennzeichnung | Schutzstatus | Datum | Bild |
| ------------------------------- | ----------------------------------------------------------------------------------------- | ------------------------------ | ------------- | ------------ | ----- | ---- |
| Zwei Retabel                    | Ensemble aus PM55000895 und PM55000898                                                    | in der Kirche St-Martin (Lage) | PM55000894    | Classé       | 1994  |      |
| Retabel des Hauptaltars         | Stein, farbig gefasst und vergoldet, bezeichnet 1702; zugehörig PM55000896 und PM55000897 | in der Kirche St-Martin (Lage) | PM55000895    | Classé       | 1994  |      |
| Gemälde Kreuzigungsgruppe       | Ölfarbe auf Leinwand, Anfang des 18. Jahrhunderts                                         | in der Kirche St-Martin (Lage) | PM55000896    | Classé       | 1994  |      |
| Zwei Skulpturen                 | Darstellungen des heiligen Martin und eines Bischofs, Anfang des 18. Jahrhunderts         | in der Kirche St-Martin (Lage) | PM55000897    | Classé       | 1994  |      |
| Retabel des linken Seitenaltars | Stein, farbig gefasst und vergoldet, bezeichnet 1708; zugehörig PM55000899 und PM55000900 | in der Kirche St-Martin (Lage) | PM55000898    | Classé       | 1994  |      |
| Altartisch                      | Stein, farbig gefasst und vergoldet, bezeichnet 1708                                      | in der Kirche St-Martin (Lage) | PM55000899    | Classé       | 1994  |      |
| Antependium                     | Stein, farbig gefasst und vergoldet, bezeichnet 1708                                      | in der Kirche St-Martin (Lage) | PM55000900    | Classé       | 1994  |      |